# Фридрих Карл фон Ербах-Лимпург
Фридрих Карл фон Ербах-Лимпург (на немски: Friedrich Karl von Erbach-Limpurg; * 21 май 1680, Ербах, Оденвалд; † 20 февруари 1731, Ербах, погребан в Михелщат) е граф на Ербах-Ербах, Фюрстенау и Михелщат, господар на Бройберг (1718) и чрез женитба на господар на Лимпург (в Швебиш Хал) и генерал-майор на Франкския имперски окръг.

## Биография
Той е най-малкият син на граф Георг Лудвиг I фон Ербах-Ербах (1643 – 1693) и съпругата му графиня Амалия Катарина фон Валдек-Айзенберг (1640 – 1697), дъщеря на граф Филип Теодор фон Валдек-Айзенберг (1614 – 1645) и графиня Мария Магдалена фон Насау-Зиген (1622 – 1647). Брат е на Филип Лудвиг (1669 – 1720), Карл Алберт Лудвиг (* 1670 † 18 август 1704, убит в Дапфинг на Дунав), и на София Албертина (1683 – 1742), омъжена на 10 юни 1726 г. за херцог Ернст Фридрих I фон Саксония-Хилдбургхаузен (1681 – 1724).
През 1720 г. Фридрих Карл наследява бездетния си по-голям брат Филип Лудвиг.
Фридрих Карл фон Ербах умира на 50 години на 20 февруари 1731 в Ербах в Оденвалд и е погребан в Михелщат. Ербах-Ербах отива на линията Ербах-Шьонберг. Лимпург е поделен между наследниците на двете му дъщери.

## Фамилия
Фридрих Карл фон Ербах се жени на 18 май 1711 г. за графиня София Елеонора фон Лимпург-Шпекфелд (* 10 юни 1695, Оберзонтхайм; † 6 февруари 1738, Михелщат), дъщеря на Фолрат Шенк фон Лимпург (1641 – 1713) и София Елеонора фон Лимпург-Гайлдорф (1655 – 1722). Те имат децата:
- Ернст Лудвиг Фолрат Вилхелм (* 5 март 1712; † 3 март 1713)
- София Кристина Албертина (* 5 ноември 1716, Ербах; † 15 декември 1741, Вертхайм), омъжена на 5 ноември 1738 г. в Ербах за граф Фридрих Лудвиг фон Льовенщайн-Вертхайм-Вирнебург (* 14 март 1706; † 2 януари 1796), брат на съпруга на сестра ѝ Фридерика Шарлота
- Фридерика Шарлота (* 6 юли 1722, Ербах; † 29 декември 1786, Вертхайм), омъжена на 7 декември 1738 г. в Бургфарнбах, Средна Франкония, за граф Йохан Лудвиг Фолрат фон Льовенщайн-Вертхайм-Вирнебург (* 14 април 1705; † 4 февруари 1790), брат на съпруга на сестра ѝ София Кристина Албертина
- Вилхелмина Амалия (* 7 август 1724; † 3 януари 1725)